# 柳生すみまろ
柳生 すみまろ（やぎゅう すみまろ、1939年 - 2010年3月11日）は、日本の映画評論家。ディズニー作品への造詣も深く、ディズニーファン、AERAなどにコラムの連載を持つほか、ディズニーに関連する作品の著作物、監修物も多い。

## 経歴
1939年に東京都世田谷区に産まれる。

## 著作
- Hello! Mickey Mouse - ミッキーマウスのすべて 講談社 1994年
- ディズニー・キャラクター・ブック 1997年
- 柳生すみまろのDisneyLandディズニーランド誕生秘話 2011年 - ディズニーファンに掲載されたしたディズニーランド関連の記事を選択しまとめた本

## 共著
- ファインディング・ニモ （森はるな） 2003年
- ディズニートリビア - 夢みるオトナたちに捧ぐ （小宮山みのり） 2003年
- ディズニープリンセスの秘密 - 永遠の乙女たち （小宮山みのり） 2004年

## 翻訳
- ビートルズ音楽学 （ウィルフリッド・メラーズ） 晶文社 1984年
- グレン・ミラー物語 （ジョージ・サイモン） 晶文社 1987年
- ポール・マッカートニー - ビートルズ神話の光と影 （ロス・ベンソン） 近代映画社 1993年
- ミスター・ワンダフル - サミ－・デイヴィス・ジュニア自伝 （サミー・デイヴィスJr.） 文藝春秋 1996年

## 監修
- 映画100年のテクノグラフィ－ ジャストシステム 1995年
- ディズニーアニメーション大全集決定版 講談社 2008年

## 編集本
- フェイ・ダナウェイ - 華麗なる旋律 洗練された野生 山田宏一共編、芳賀書店 1974年
- ミュージカル映画 - フィルム・アートシアター 芳賀書店 1975年
- ロバート・レッドフォード - 素晴しきアメリカ野郎 芳賀書店 1976年
- 映画音楽 - その歴史と作曲家 芳賀書店 1985年